# Richard Weaver
Richard Malcolm Weaver jr. (Asheville, 3 maart 1910 – Chicago, 1 april 1963) was een Amerikaans schrijver, Ph.D, onder meer bekend door zijn ideeëngeschiedenis en apologetiek, maar heeft verschillende zaken beoefend en heel wat transformaties (socio-politiek) ondergaan.

## Socialistisch verleden
Weaver was als jonge man aanvankelijk een activist bij de American Socialist Party, een redelijk extreemlinks georiënteerde partij.

## Verschuiving naar rechts
Toen hij echter aan de Vanderbilt University ging studeren, schoof hij steeds meer naar rechts op. Dit kwam vanwege de invloed van de zuidelijke, conservatieve professor John Crowe Ransom. Deze professor leerde zijn leerling de agrarian southern movement kennen, waar hij zelf een boegbeeld van was. Deze agrarian beweging was een bonte verzameling van intellectuelen, filosofen, schrijvers en politici, die opkwamen voor de oude zuidelijke waarden. Het grootste verzet van deze beweging was gericht op de gecentraliseerde en bemoeizuchtige Yankees vanuit het noorden en oosten van de Verenigde Staten.

## Commentaar op Tweede Wereldoorlog
Weaver gaf commentaar op de Westerse geallieerden, voornamelijk op de V.S, omdat hij vond dat de geallieerden in de val van het communistische totalitarisme zijn gevallen, en dat daardoor Europa in tweeën was gesneden.
Dit is dan ook de centrale positie van Weaver: anti-totalitair, een gedecentraliseerd los staatsverband met sterke, traditionele intermediaire gemeenschappen: gezin, kerk en lokale gemeenschap. Dit is voor hem de echte Westerse beschaving - of wat het zou moeten zijn. Deze ideeën vatte hij samen in zijn latere boek "The Confederate South, 1865-1910: A study in the Survival of a Mind and a Culture".

## Strijd tegen nominalisme, en verdediging van universalia
In 1948 publiceerde hij een van zijn belangrijkste werken waarmee hij onmiddellijk een icoon werd van de oude conservatieven, en daardoor onderdeel van het Amerikaans conservatisme: "Ideas Have Consequences". Dit is een boek waarin Weaver het morele verval, dat hij voornamelijk als metafysisch beschouwt, op de kaart zet, en waarin hij van leer trekt tegen het nominalisme. Dit nominalisme ziet hij als een oorzaak van het subjectief-liberale individualisatiestroom. Volgens hem leidt dat uiteindelijk, zoals Alexis de Tocqueville zei, tot een te sterke staatsbemoeienis, en uiteindelijk tot een autoritair of totalitair regime. Weaver verdedigt de universele waarden (universalia) en ziet het ontkennen van deze universalia als een verloochening van de waarheid.

## Arbeidsethos
Weaver, net zoals alle andere aanhangers van het Traditioneel Conservatisme, ziet arbeid als het omzetten van potentie in actualiteit. Bij het kapitalisme echter is er een scheiding tussen de arbeidskracht, en daarmee zijn potentie, en zijn product (= actualiteit). 
Karl Marx heeft dit ook gezien en benoemde deze scheiding als vervreemding. Je kan dus zeggen dat Weaver en Marx hier op een en dezelfde lijn zitten, maar dat is niet waar. Want wanneer Marx en de Marxisten de oorzaak van deze vervreemding zien in de methode en proces van het kapitalistische systeem, zien Weaver en de traditionele conservatieven de oorzaak van de vervreemding in de aard van de opgeroepen sfeer. Dat wil zeggen: vroeger produceerde men uit noties als roeping en eer; nu is dat gewoon het platvloerse dienst (service noemt hij het in zijn boek). Dit is hetzelfde als wat Roger Scruton zegt in zijn boek: "Modern culture". Daarin legt Scruton uit dat men vroeger ging werken als een middel, dat in feite geen bedoeling of richting had, zoals een spel. Want ook het spel is in feite geen middel om een doel te bereiken. Daartegenover stelt Scruton dat men nu werk louter en alleen als een middel tot een ander doel (geld, rijkdom, welvaart) beschouwt.

## Drie metafysische richtingen
Weaver zet in zijn boek een metafysische theorie uiteen, namelijk die van de 3 richtingen. Weaver stelt dat er maar drie mogelijkheden zijn om terug te keren naar, zoals hij het noemt, "een wereld van metafysische zekerheid". Deze drie richtingen zijn:
- privébezit als metafysisch recht
- rehabilitatie van het woord
- herwaarderen van piëtas

Op het eerste beroepen ook vele liberalen en kapitalisten zich, maar deze beroepen zich vaak op, zoals Weaver het noemde, "corporatieve privébezittingen", zoals abstracte en anonieme aandelen, obligaties en dergelijke. Wat hij bedoelde met privébezit is: alle persoonlijke zaken waar je je eigen persoonlijke dimensie en karakter in hebt gestoken. Omdat bij het eerste soort privébezit alles anoniem is kan de Staat zich daardoor makkelijk voordoen als bemiddelaar en regulator. Dit heeft als gevolg dat er zich vrij snel een grote staatsbemoeienis ontwikkelt. Bij de tweede soort privébezittingen weet de Staat echter dat ze niet kan ingrijpen, omdat zij dan immoreel bezig is, en dat zij geen enkele verantwoording voor haar daden kan uitleggen. Dus hoe meer privébezit (tweede betekenis), hoe meer persoonlijke vrijheden.
De tweede, de rehabilitatie van het woord, stelde Weaver op als een alternatief voor wat hij benoemde als "de vulgarisering van de taal". Om het woord beter te kunnen begrijpen, moeten we studies doen naar de geschiedenis van het woord, en bijgevolg kennis of interesse opdoen voor literatuurgeschiedenis en geschiedenis zelf. Als we beter de tradities en historische geschiedenissen begrijpen, kunnen we weer nette, overdachte woorden en taal gebruiken, en is er weer een gerehabiliteerd woord (of taalkundig gebruik).
De derde richting is het herwaarderen van piëtas, wat in feite vroomheid betekent. Vroomheid beziet hij als alle zaken die het eigen ego overstijgen. Hij ziet dat vandaag de dag de cultuur geïnspireerd en gedomineerd wordt door rebellie. Geïnspireerd door het Bijbelboek Genesis zegt Weaver dat rebellie een uiting is van trots, of dat het voortkomt uit trots (pride).

## Tegen het anti-historicisme
Weaver en de traditionele conservatieven strijden tegen het anti-historicisme. In dit anti-historicisme beziet de moderne mens de geschiedenis als iets slechts, waar men zo snel mogelijk van af moet. Hierover zegt Weaver: 
"een groter historische bewustzijn kan dienen als medicijn tegen het moderne egoïsme."
Weaver en de traditionele conservatieven bestrijden dan ook de mei '68-revolutie, omdat zij deze revolutie als een uiting van dat anti-historicisme zien.
- Biblioteca Nacional de España: XX4425825
- Gemeinsame Normdatei: 119164884
- International Standard Name Identifier: 0000 0001 1594 5443
- Library of Congress Control Number: n50023763
- Nationale Bibliotheek van Tsjechië: xx0020317
- Nationale Bibliotheek van Israël: 987007462711305171
- Nederlandse Thesaurus van Auteursnamen: 073397229
- Istituto Centrale per il Catalogo Unico: UBOV050480
- SNAC: w65x4nkp
- Système universitaire de documentation: 081989563
- Trove: 1008519
- Virtual International Authority File: 10649913
- WorldCat: E39PBJdMcPhRV6JJkQwD7GD8YP